# Wikaryjskie
Wikaryjskie [vikaˈrɨi̯skʲɛ] (en alemán: Schönsee) es un pueblo en el distrito administrativo de Gmina Włocławek, dentro del Distrito de Włocławek, Voivodato de Cuyavia y Pomerania, en el norte de Polonia central. Se encuentra aproximadamente a 8 kilómetros al sureste de Włocławek y a 59 kilómetros al sureste de Toruń.